# Wiktor Graczyk
Wiktor Graczyk (ur. 26 lipca 1910 w Kole, zm. 7 października 1986 tamże) – polski działacz socjalistyczny, komunistyczny i związkowy, burmistrz Koła.

## Życiorys
Urodzony w rodzinie stolarza. W 1927 ukończył szkołę powszechną i zaczął się kształcić w stolarstwie, w którym to zawodzie pracował do 1939, a w czasie okupacji niemieckiej w drogownictwie (robotnik). W latach 1945–1948 w Powiatowym Zarządzie Drogownictwa w Kole. W latach 1948–1950 burmistrz Koła, a od 1950 do 1956 II sekretarz Komitetu Powiatowego PZPR. W latach 1957–1973 przewodniczący Prezydium Miejskiej Rady Narodowej w Kole. Od 1973 na rencie. 
Działał także jako związkowiec. W latach 1946–1949 był przewodniczącym Głównej Komisji Rewizyjnej i członkiem Zarządu Głównego Związków Zawodowych Pracowników Drogowych PRL w Warszawie (społecznie). Pełnił też funkcję honorowego przewodniczącego Powiatowej Rady Związków Zawodowych w Kole, a także członka Prezydium Powiatowej i Miejskiej Rady Narodowej w Kole przez prawie wszystkie kadencje, aż do przejścia na rentę (1973). Był też członkiem Klubu Oficerów Rezerwy przy Lidze Obrony Kraju. 
Zmarł 7 października 1986 roku, pochowany na cmentarzu rzymskokatolickim w Kole.

## Odznaczenia i wyróżnienia
Odznaczony Krzyżem Kawalerskim Orderu Odrodzenia Polski, Odznaką 1000-lecia Państwa Polskiego i Odznaką Specjalną ORMO. W 1977 roku wpisany do księgi zasłużonych dla województwa konińskiego.